# Jabal Shammar
Jabal Shammar är ett område öster om Hijaz på norra Arabiska halvön. Emiratet Jabal Shammar, även känt som Emiratet Ha'il, var en självständig stat som bildades 1835 och styrdes av dynastin Raschid. Efter konflikter med Ibn Saud erövrade denne området 1921 och införlivade det med sitt sultanat Najd. Ha'il är numera en provins i kungariket Saudiarabien.